# Eufidonia fidoniata
Eufidonia fidoniata är en fjärilsart som beskrevs av Walker 1862. Eufidonia fidoniata ingår i släktet Eufidonia och familjen mätare. Inga underarter finns listade i Catalogue of Life.